# Das wahre Leben des Fürsten Dracula
Das wahre Leben des Fürsten Dracula (Alternativtitel: Vlad – Der Pfähler) ist ein rumänischer Monumentalfilm von Doru Nastase über Vlad III. Drăculea aus dem Jahr 1979 mit Stefan Sileanu in der Hauptrolle.

## Handlung
Im Jahre 1456 kämpft Vlad Tepes, auch bekannt als Vlad the Impaler und Dracula, gegen die osmanischen Türken auf dem Schlachtfeld und gegen die ungarischen Bojaren an seinem Hof. Seine Herrschaft ist dabei nicht unumstritten, lässt aber keinen Zweifel an seinen Zielen. Als er den Thron besteigt, lässt er zum Tode Verurteilte aus den Gefängnissen frei und schenkt ihnen das Leben. Somit schafft er sich die Grundlage für getreue Gefolgsleute und ein eigenes fürstliches Heer, denn sein jetziges Heer besteht nur aus Bojaren, denen er nicht grenzenlos trauen kann. Des Weiteren versucht er die Bauern auf seine Seite zu bringen und auch die Kaufleute, die zurzeit die Walachei nicht gefahrlos durchqueren können, ohne überfallen zu werden. Dabei zeigt sich die Härte des Fürsten gegen die Wegelagerer. Er lässt sie von seinen Leuten aufspüren und gnadenlos töten. Den Kaufleuten lässt er all ihre Waren zurückbringen, was ihm bei ihnen großes Ansehen hervorbringt. Die Bojaren verhöhnen ihn jedoch als „Wohltäter der Bettler“. Zur Strafe für diese Lästerei lässt Vlad ein ganzes Bojarendorf abbrennen. Aus Rache greifen die Bojaren ein fürstliches Kloster an, woraufhin Vlad zu Hilfe eilt und die Anführer pfählen lässt.
Um gegen Vlad vorzugehen, bringen die Bojaren das transilvanische Königreich dazu ihm den Handelsweg zur Donau abzuschneiden. Unerwartet erhält Vlad ein Friedensangebot des Königs, doch die Abgesandten des Fürsten lassen sich täuschen. Der Vertrag ist zu einseitig, sodass Vlad sich nicht daran gebunden sieht. Inzwischen verstirbt der alte König von Ungarn und der neue Herrscher erwartet, dass Vlad ihm den Vasalleneid leistet, was dieser jedoch strikt ablehnt. Er ist allenfalls zur Waffenbrüderschaft bereit, nicht jedoch zur Knechtschaft. Aus der osmanischen Unterdrückung hat er sein Volk bis heute nicht befreien können, deshalb will Vlad sich nicht weiter binden. Manzila, sein engster Vertrauter steht dabei fest zu ihm.
Der Konflikt mit den Osmanen währt nun schon drei Jahre. Iunus Beg, ehemals ein Mitglied von Vlads Gefolge, ist vor langem in osmanische Gefangenschaft geraten. Nun kommt er als Abgesandter des Mohamed al II-lea aus Konstantinopel und schlägt Vlad vor, gemeinsam mit den Osmanen Ungarn anzugreifen. Doch Vlad lehnt ab, erlaubt den Osmanen auch nicht, ihren Weg nach Ungarn durch die Walachei zu nehmen. Als sie es doch tun, bleibt eine kriegerische Auseinandersetzung nicht aus. Vlad und sein Heer ist siegreich und treibt die Feinde weiter aus dem Land zurück. Bis zur Donau und weiter bis zum Meer nach Asien. Mohamed al II-lea setzt daraufhin zum Gegenschlag an. Dank der Unterstützung seiner Untertanen kann Vlad den osmanischen Truppen ein schlagkräftiges Heer entgegensetzen, aber Mohamed ist fest entschlossen die Fahne des Halbmondes über alle Lande zu tragen. Nachdem die Kräfte von Vlads Heer nachlassen, schleicht sich der Fürst nachts ins feindliche Lager und tötet den Sultan. Daraufhin weichen die Osmanen zurück und fliehen. Vlad genießt stolz die Huldigung seiner Landsleute über den errungenen Sieg und ihm ist klar, dass er nur siegreich sein konnte, weil das ganze Land hinter ihm steht. Doch wird er am Ende von den Ungarn für 12 Jahre eingekerkert. Es gelingt ihm 1476 erneut mit Hilfe Stephan des Großen den Thron der Walachei zu besteigen. Doch regierte er nur zwei Monate, weil er dann einem Verrat zum Opfer fiel.

## Hintergrund
Der 1989 gestürzte rumänische Diktator Nicolae Ceaușescu entwickelte in den 1970er Jahren eine besondere Vorliebe für Vlad Drăculea und gab einen Monumentalfilm über den Pfähler in Auftrag (Vlad Țepeș (1979), Regie: Doru Nastase). Der Film ließ Vlad III. Drăculea – den Sohn von Vlad II. Dracul – wie einen direkten Vorläufer oder geistigen Ahnen des Diktators erscheinen. Unter dem Titel „Das wahre Leben des Fürsten Dracula“ wurde der Film auch in der DDR gezeigt. Obwohl Vlad bereits im 19. und vor allem im frühen 20. Jahrhundert ein Mythos war, wurde er unter Ceaușescu zu einer allgegenwärtigen Figur in der Literatur, in der Geschichtsschreibung und nicht zuletzt in den Schulbüchern. Die rumänischen Historiker waren angehalten, die angeblichen Grausamkeiten entweder zu bagatellisieren oder als Beweis für die strenge, aber gerechte Herrschaft Vlads zu preisen. Schließlich sollte sogar der Name Dracul(a) umgedeutet werden, weil er im modernen Rumänisch Teufel und nicht Drache bedeutet. Mit einer unter sprachwissenschaftlichen Gesichtspunkten zweifelhaften Etymologie wurde der Name nun von einer slawischen Wortwurzel drag- abgeleitet, die etwa auch im serbischen Vornamen Dragan erscheint und so viel wie Liebling heißt. Dracula war also der kleine Liebling seiner getreuen Untertanen – eine Argumentation im Sinne von Nicolae Ceaușescu, der sich im Rahmen des um seine Person zelebrierten Personenkults gern als der geliebte Sohn des rumänischen Volkes feiern ließ.

## Kritik
kino.de urteilte: „Nicht wirklich ausgewogener rumänischer Historienfilm […] der trotz seiner kurzen Regierungszeit in Rumänien zum Nationalhelden wurde. Vlads grausame Vorgehensweise nach dem Motto ‚Der Zweck heiligt die Mittel‘ dürfte zur Entstehungszeit des Films sicherlich auch im Sinne der kommunistischen Regierung gewesen sein. Darüber hinaus dient der Film als Geschichtskorrektiv, mit dem das durch Bram Stokers ‚Dracula‘ (‚Draculea – Sohn des Drachen‘ – war ein zweiter Beiname Vlads) entstandene verzerrte Bild des Fürsten berichtigt werden soll. Ursprünglicher deutscher Titel: Das wahre Leben des Fürsten Dracula.“